# 印尼雀鯛
印尼雀鯛（學名：Pomacentrus bintanensis），是輻鰭魚綱鱸形目雀鯛科雀鯛屬的其中一種，分布於西太平洋印尼蘇門答臘島東北部Bintan島海域，深度1至5公尺，體長可達7.9公分，棲息在岩石底質水質混濁的海域，以浮游生物為食，繁殖期時成對出現，雄魚會守護卵直到孵化，生活習性不明。